# Prunella grandiflora
Prunella grandiflora é uma planta ornamental da família Lamiaceae.